# Primase
Primase ist der Name für eine RNA-Polymerase, also ein Enzym. Primasen sind Bestandteile von Primosomen (Ssb-Protein+Helikase+Primase), die bei der Initiation der Verdopplung des Erbmaterials eine Rolle spielen.
Dabei erzeugt die Primase ein kurzes RNA-Startmolekül, den Primer. Dieser Primer lagert sich an die komplementäre Sequenz auf der DNA an. Das entstehende Stückchen Doppelstrang wird von der DNA-Polymerase als Ansatzstelle für die Verlängerung (Elongation) des DNA-Stranges genutzt.
Die Primase der Prokaryoten ist das DnaG-Protein. In Eukaryoten besteht die Primase aus zwei Untereinheiten, die als Teil der DNA-Polymerase α das Priming erledigen.